# Paddock Wood
Paddock Wood es una parroquia civil y una villa del distrito de Tunbridge Wells, en el condado de Kent (Inglaterra).

## Geografía
Según la Oficina Nacional de Estadística británica, Paddock Wood tiene una superficie de 9,83 km².

## Demografía
Según el censo de 2001, Paddock Wood tenía 8263 habitantes (49,68% varones, 50,32% mujeres) y una densidad de población de 840,59 hab/km². El 21,37% eran menores de 16 años, el 73% tenían entre 16 y 74 y el 5,63% eran mayores de 74. La media de edad era de 37,29 años. Del total de habitantes con 16 o más años, el 25,41% estaban solteros, el 60,67% casados y el 13,91% divorciados o viudos.
El 96,03% de los habitantes eran originarios del Reino Unido. El resto de países europeos englobaban al 1,42% de la población, mientras que el 2,55% había nacido en cualquier otro lugar. Según su grupo étnico, el 98,46% eran blancos, el 0,67% mestizos, el 0,39% asiáticos, el 0,1% negros, el 0,29% chinos y el 0,06% de cualquier otro. El cristianismo era profesado por el 77,82%, el budismo por el 0,19%, el hinduismo por el 0,11%, el judaísmo por el 0,04%, el islam por el 0,29%, el sijismo por el 0,04% y cualquier otra religión por el 0,15%. El 14,77% no eran religiosos y el 6,59% no marcaron ninguna opción en el censo.
4304 habitantes eran económicamente activos, 4200 de ellos (97,58%) empleados y 104 (2,42%) desempleados. Había 3184 hogares con residentes, 47 vacíos y 7 eran alojamientos vacacionales o segundas residencias.